# Terellia fuscicornis
Terellia fuscicornis
 es una especie de insecto del género Terellia de la familia Tephritidae del orden Diptera.
Sus plantas hospederas son alcauciles. Su distribución original es el Paleártico. Ha sido introducida en Norteamérica.
Friedrich Hermann Loew la describió científicamente por primera vez en el año 1844.